# Rocktage
Rocktage (2003) ist der erste Roman der deutschen Schriftstellerin Dana Bönisch. Es geht um eine moderne Wertheriade, die den Stoff von der Sturm-und-Drang-Epoche ins Jahr 2001 verlagert. Der verträumte Student Tobias Puck verliebt sich in die verständnisvolle Gwen, die sich jedoch bereits für einen anderen entschieden hat.

## Handlung
Tobias Puck, mal manisch, mal depressiv, ist Student in Köln. Seine Eltern haben sich getrennt, seine Mutter bereitet sich gerade auf eine Weltreise mit ihrem neuen Lebensgefährten, Herrn Rösmann, vor. Puck ernährt sich fast ausschließlich von „labbrigen Fischstäbchen“, Bier oder hin und wieder leichten Drogen. Melancholisch, einsam und ziellos streift er durch die „leberwurstfarbene“ City. Er hat gerade seinen Job als Horoskopschreiber fürs Stadtmagazin verloren und es aufgeben, noch weitere Uni-Vorlesungen zu besuchen. An guten Tagen, „Rocktagen“, hat er den Kopf voller Gedichte und die Ohren voller Musik, vorzugsweise von Ash und Radiohead, aber auch Weezer oder Pulp und die Sportfreunde Stiller haben es ihm angetan. An schlechten, „Gummispülhandschuhtagen“, fühlt er sich „wie im falschen Film“, wie ein Statist, der erfolglos versucht, die „Kulissen“ wegzuschieben, weil er „das Leben nicht spüren“ kann. Seine einzigen Gesprächspartner sind die vier Laubfrösche in seinem Terrarium, um die er sich hingebungsvoll kümmert. Neben ein paar Kommilitonen, seinem Kumpel Mo und der liebeshungrigen Lilli, einem türkischen Kioskbesitzer und seiner alten Grundschullehrerin – alles Randfiguren, die nur dokumentieren, wie weit man aneinander vorbeireden kann – gibt es da noch seinen imaginären Begleiter Johann Wolfgang (Goethe), der nachts mit ihm U-Bahn fährt und mit gelegentlichen Zitaten aus dem Werther aufwartet.
Als Puck eines Tages, getrieben von „der Sehnsucht“, wieder einmal auf eine der oberflächlichen Studentenpartys geht, trifft er Gwen(dolyn), das Mädchen mit den „Placebo-Augen“, das er nicht mehr vergessen kann. Von ihr erhofft er sich eine Veränderung seines tristen „Statistenlebens“. Schüchterne SMS folgen und es kommt schließlich zu einem Wiedersehen. Tobias erlebt Tage, an denen sich die Welt dreht, echte Rocktage eben. Doch bald stellt sich heraus: Gwen hat bereits einen festen Freund, Stefan, „das Problem“. Der interessiert sich für Astronomie, studiert aber lieber BWL und wohnt, wie Tobias schmerzhaft auf Gwens Geburtstagsfete vor Augen geführt bekommt, schon seit längerer Zeit mit ihr zusammen.
Mit Tickets für ein Ash-Konzert versucht Puck, Gwens Herz doch noch für sich zu erobern. Die Musik, vor allem der Titel „Only In Dreams“, trifft zwar beide wie ein Donnerschlag und lässt sie anschließend ausgelassen wie auf einem Trip durch den nächtlichen Regen tanzen. Doch nach einem letzten leidenschaftlichen Kuss im Morgengrauen ist Schluss. Gwen erwacht aus ihrem Traum, erinnert sich an Stefan und zieht sich von Puck zurück: Sie glaubt, Tobias liebe nicht sie, sondern nur eine Idee von ihr. „Und vielleicht auch die Tatsache, dass du mich nicht haben kannst.“ Wie ein Schock trifft den Träumer die Erkenntnis, dass auch Gwen nur Teil der „Kulisse“ war, die das Leben zur Truman-Show erstarren lässt.
Puck lässt sich endgültig exmatrikulieren, juckelt im Wagen seiner Mutter einen ganzen Sommer lang ziellos über die bundesdeutschen Autobahnen, besucht schließlich auf einem ausgedienten Militärflugplatz das riesige Bizarre-Rockfestival in Weeze, sieht dort noch ein letztes Mal seine Lieblingsband Ash und hört von ihnen, dass auch sie ausgelaugt sind und nur noch „nach Hause“ wollen. Da entscheidet sich Tobias, über die Grenze zu fahren und in Holland als Kloputzer in einer Autobahnraststätte zu arbeiten, um sich das nötige Benzingeld für die Weiterfahrt bis an die Nordsee zu verdienen. Auch das Meer aber bietet ihm nicht die gesuchte „Unendlichkeit“, sondern bleibt ebenfalls nur schale, endliche Bühnenstaffage.
Enttäuscht und fieberkrank macht sich Puck (mit Goethe auf dem Beifahrersitz) auf den Heimweg. Der Winter steht vor der Tür, das Freibad in Köln ist bereits geschlossen. Die metallene Leiter, die zum Zehnmeterturm hinauf führt, ist eiskalt. Trotzdem steigt Puck mit nackten Füßen bis hoch zum obersten Sprungbrett – so wie er es einst im Frühsommer zusammen mit Gwen getan hat, kurz bevor sie sich beide im gemeinsamen Liebestaumel hinab ins Becken fallen ließen. Zitternd blickt er in die schwarze Tiefe. Er „war kurz davor, ein Geheimnis zu erkennen. Es begann zu schneien.“
In einer letzten, epilogartigen Szene setzt ein Mädchen Pucks Frösche auf einer Wiese aus. Erstaunt über ihre neu gewonnene Freiheit hüpfen sie in alle Richtungen davon. Ob es sich bei dem Mädchen um eine neue Freundin handelt, die Tobias letztlich doch noch gefunden hat, sodass sich seine bisherige Ersatzkommunikation mit den stummen Tieren erübrigt, oder ob es dabei um Gwen geht, die sich auf diese Weise gleichsam um Pucks Nachlass kümmert, bleibt zwar offen, das Vorbild Werther und die Vielzahl der Todessymbole auf den letzten Seiten des Romans sprechen allerdings für Letzteres.

## Text
- Dana Bönisch: Rocktage. Kiepenheuer & Witsch, Köln 2003, ISBN 3-462-03326-3.